# 大多彦命
大多彦命（たたひこのみこと、おおたひこのみこと、生没年不詳）は、『粟鹿大明神元記』に記された古墳時代の豪族。

## 概要
崇神天皇の時、大国主神の術魂・荒魂を桙・楯・太刀や鏡に取りつけ西国に派遣され、国々のまつろわぬ人々を平服させた。この時、初めて男女に調物（税）が課せられた。その後、但馬国朝来郡の粟鹿村に住み、そこで亡くなった。大多彦命の墓は、美作国大庭郡米木原にあるという。
美作国大庭郡の神直（みわのあたい）、石見国大市郡（邑智郡？）の神直、的大神直（いくはのおおみわのあたい）、倭三川部（やまとのみかわべ）、吉備国の品治部、葦浦君（あしうらのきみ）等の先祖とされる。